# Zdeněk Zikán
Zdeněk Zikán (Praga, 10 novembre 1937 – Praga, 14 febbraio 2013) è stato un calciatore cecoslovacco, di ruolo attaccante.